# 崔太师祠
崔太师祠，位于中国广东省广州市增城区中新镇坑背催屋村，现为广州市文物保护单位，类型为古建筑，公布时间为2002年7月。
崔太师祠的历史年代为清代。